# Daft Punk Unchained
Daft Punk Unchained è un documentario anglo-francese diretto da Hervé Martin-Delpierre, trasmesso il 24 giugno 2015 in Francia e il 9 febbraio 2016 nel Regno Unito.
Racconta l'ascesa verso la fama e la vita dei due membri dei Daft Punk: Guy-Manuel de Homem-Christo e Thomas Bangalter e la loro influenza pionieristica sulla scena musicale elettronica internazionale. Il documentario segue un ordine cronologico a partire dai primi anni, ossia, prima della fondazione dei Daft Punk, fino alla pubblicazione dell'album Random Access Memories e successivamente all'assegnazione dei Grammy Awards vinti dal duo. Il film combina rari filmati d'archivio, così come di interviste esclusive ai loro più stretti collaboratori che parlano della loro collaborazione con i Daft Punk, tra cui Pharrell Williams, Giorgio Moroder, Nile Rodgers e Michel Gondry. La traduzione e l'adattamento in italiano sono stati curati da Change the Word.